# Boală mintală
O boală mintală este o boala psihiatrică care afectează gândurile, comportarea și abilitatea socială a oamenilor.
Boala mintală este o disfuncție care afectează sentimentele și comportamentul. Deși puține boli mintale pot fi prevenite, aproape toate pot fi abordate cu succes și tratate. Cauzele bolilor mintale sunt complexe și sunt influențate de factori genetici (ereditari), experiențe stresante din viață, boli fizice, dificultăți în mediul familial etc. 
Adesea se face confuzie între noțiunile de boală mintală și dizabilitate intelectuală. Există o diferență netă între ele: boala mintală este o boală și poate fi vindecată, în timp ce dizabilitatea intelectuală, care este o stare caracterizată prin dificultăți majore de învățare și înțelegere, datorate unei dezvoltări incomplete a inteligenței, durează o viață.

## Exemple
Exemple de boli mintale includ:
- schizofrenie
- ipohondrie
- depresie
- anxietate
- piromanie
- psihoză
- oligofrenie [4]